# Sheel oyounak anni
Sheel oyounak anni è il secondo album in studio della cantante libanese Nancy Ajram, pubblicato nel 2001.

## Tracce
1. Ananiyi
2. Me'teneaa heik
3. Sheel oyounak anni
4. Kan omri ashra
5. Am bysesal albi
6. Al yady
7. Rah ellak keef